# Ricardo Villalobos (beach soccer)
Ne doit pas être confondu avec Ricardo Villalobos (musique).
Ricardo Villalobos, né le 2 février 1981 à Mexico, est un footballeur mexicain international de beach soccer.

## Biographie
Après avoir commencé sa carrière sportive en tant que footballeur professionnel avec le Cruz Azul, Pachuca puis le Club América, Ricardo Villalobos rejoint l'équipe nationale de beach soccer en 2005 après un bref passage par celle de futsal.
En 2011, il est contacté par Vasco da Gama pour participer à la Coupe du monde des clubs de beach soccer qu'il remporte avec le club brésilien. Il termine 3e avec la même équipe l'année suivante. Pour l'édition 2013, Villalobos rejoint le Peñarol avec qui il ne passe pas la phase de groupe.

## Palmarès

### En sélection
- Coupe du monde
  - Finaliste en 2007

- Championnat de beach soccer CONCACAF (2)
  - Vainqueur en 2008 et en 2011

- Copa América
  - Finaliste en 2012 et 2013

### En club
Vasco da Gama
- Vainqueur de la Coupe du monde des clubs en 2011 et 3e en 2012

### Individuel
Meilleur buteur de la Copa América en 2013